# WS-10 (エンジン)
渦扇-10(中国語: 涡扇-10、ウーシャン(wō shàn)-10、略称WS-10)は、中国が開発したターボファンエンジンである。コードネームは太行。2019年の時点で1,000台近く生産されている。

## 開発
WS-10のルーツはJ-9向けに開発が始められ、1980年代に放棄されたWS-6にある。
WS-10の開発は1985年（正式には1987年）に瀋陽航空エンジン研究所（606研究所）と中国航空工業集団公司（AVIC）の合同で始められた。中核となるエンジンコアは1982年にアメリカより入手したCFM56-3をベースに開発した（CFM56は、B-1に搭載されたゼネラル・エレクトリック F101に基づくものである）。しかし、こうしてできたWS-10は性能が不足していることが判明したため、搭載しての運用は行われず、改良型の開発が行われることとなった。
1990年代後半からは、Su-27のAL-31Fエンジンを参考に開発を加速した。改良型のWS-10Aは2001年に完成し、6月にJ-11の右エンジンを換装した機体（J-11W）が初飛行に成功した。空中試験ではそれまでの地上試験では見つからなかった問題が多く明らかとなった。特に、CFM56のものをベースとしたエンジンの推力制御装置は問題であったため、既に実績が有り、信頼性も高いAL-31Fの機械式制御装置がコピー搭載された。

### 年表
- 2002年、完全デジタル式の推力制御システム（FADEC）を搭載した試作型が、J-8IIテストベッド機（058号機）に搭載されて試験を開始[3]。

- 2003年12月、J-11のエンジンを2基ともWS-10Aに換装した機体が初飛行[4]。

- 2004年7月、WS-10Aを2基を搭載したJ-11（13号機）が試験飛行中にトラブルで片発停止となり、緊急着陸[3]。

- 2005年5月、制式採用に向けた試験が開始され、12月28日に完了した[3][4]。

- 2006年、WS-10Aの量産が決定[4]。

- 2008年、WS-10Aの実物が中国国際航空宇宙博覧会で初めて公開[5]。

- 2010年、中国空軍高級将校はWS-10Aの性能に十分満足しており、瀋陽にWS-10Aの生産能力を増加するよう命じた[6]。

- 2011年、WS-10AはJ-11Bブロック 2に搭載するのに十分であることが証明された[7]。またAVICは、生産ライン全体での品質管理を改善するための取り組みを開始した[8]

- 2013年、改良されたWS-10Aは性能と成熟度において新たなレベルに達したとされ、全体の飛行試験プログラムを通じてJ-16に搭載されていること、WS-10を搭載したJ-16がIOC（初期作戦能力）を獲得しようとしていること、低率初期生産（LRIP）に入っていることが報告された[9]。

- 2015年5月、AL-31F-M1に近い性能を備えているとされ、2014年の中国国際航空宇宙博覧会のパネルでは12-14トンの推力を有するとされた改良型がJ-11Dに搭載され初飛行[10]。

- 2020年3月、中国中央電視台（CCTV）がWS-10Bを搭載したJ-10Cの画像を公開した[11]。

- 2021年1月、WS-15エンジンの開発の遅れから、暫定としてWS-10CがJ-20に搭載されていることが報じられた[12]。

- 2021年5月、中国国営メディアが実弾射撃訓練中のWS-10Bを搭載したJ-10Cの画像を公開した[13][14]。
- 2022年11月、J-15にWS-10シリーズと思われる国産エンジンが搭載されていることが確認された[15]。

## 設計・性能
WS-10AはAL-31Fに匹敵する推力と7.5の推力重量比を有しており、7段の高圧圧縮機、空気噴射噴霧器及びエアフィルム冷却ブレードを有する短いアニュラー型燃焼機で構成されている。WS-10Aは中国で初めてニッケル系の単結晶タービンブレードを使用したエンジンであり、それにより高い推力と入り口温度を実現した。ノズルはコンバージェンス・ダイバージェンス・ノズルを採用しており、AL-31FPなどと似た非対称推力偏向ノズルも試験中であると報告されている。なお、ノズル形状については確認されているだけでも4種類存在する。
エンジン制御は機械式であったが、2002年からFADECの試験が開始され、より発展したバージョンが2012年の中国国際航空宇宙博覧会で明らかとなった。その後FADECは、改良型WS-10に導入された模様である。性能に関して中国メディアはエンジンブレードやタービンの改良、FADEC技術の導入により改良型WS-10は、AL-31F-M1に近い性能を備えているとしている。
寿命に関しては当初WS-10Aは30時間ほどでしかなかったが、AL-31F用に独自に開発した寿命延長技術（中国側はこの寿命延長技術によりロシア製AL-31Fエンジンの使用寿命を900時間から1,500時間まで延長することに成功したとしている）と類似の技術を採用し改善したことが報じられている。この技術についてはウクライナの5719工場からの支援が取り沙汰されている。
WS-10Aは、初期には生産ラインにおける品質管理手順での問題を抱えており、信頼性に問題があったが、2009年には、WS-10Aを搭載したJ-11Bが部隊運用されている写真が見られる様になったことから、この頃には同エンジンの信頼性に関する問題が一定の解決を見たものと推測される。生産面でも、加熱部分の改良や生産技術面での厳格化により、性能は安定化してきており、信頼性と稼働率の面でAL-31Fを次第に追い上げていると報じられている。それもあってか、2014年中に生産されたJ-11B/BSは全ての機体がWS-10Aを搭載しており、配備が開始されたJ-16も同様にすべてがWS-10Aを搭載している。しかし、単発のJ-10や艦上戦闘機であるJ-15の遼寧での運用機にWS-10A系エンジンの搭載が見送られ続けられ、依然としてAL-31Fエンジンを搭載している点から、未だAL-31F系に比べると信頼性の面で遜色が有るとされていた。
2020年以降は信頼性の改善により、単発のJ-10や艦上戦闘機のJ-15もWS-10派生型の搭載・換装が行われるようになったため、長い間ロシア製エンジンに依存していた中国空軍の主力戦闘機は、全て国産エンジンを搭載していることになった。

## 派生型
WS-10
初期型。推力126 kN (28,300 lbf)。
WS-10A
FADECを搭載。推力132 kN (29,700 lbf)。
WS-10B
信頼性と推力が向上した改良型。J-10C、J-16に搭載されており、推力142.2 kN (32,000 lbf)で運用寿命は4,000時間以上。推力偏向ノズルを搭載したタイプはWS-10B-3と呼称される。
WS-10C
鋸歯状のステルスノズルを採用し、推力147 kN (33,000 lbf)。
WS-10D
推力120 kN (27,000 lbf)。
WS-10G
推力155 kN (34,800 lbf)。推力偏向機構を有する。
WS-10H
WS-10Aの推力増強・改良型でJ-11BS、J-15に搭載される。

### WS-20
WS-10のコアをベースに開発されている高バイパス型。推力は12トンで、搭載機としてはY-20輸送機とC919旅客機を想定している。

## 搭載機
情報源
- J-10B（試作機の一部）
- J-10C[14]
- J-11B/BS/BH/BSH/BG/D
- J-15
- J-16
- J-20

## 仕様 (WS-10A)
一般的特性
- 形式: アフターバーナー付きターボファン
- 全長:
- 直径: 950 mm (37.4 in) 内径
- 乾燥重量: 1,630 kg (3,590 lb)

構成要素
- 圧縮機: ファン3枚9段軸流圧縮機
- 燃焼器: アニュラ型
- タービン: 1段高圧・2段低圧

性能
- 推力: 132 kN (29,700 lbf) アフターバーナー時
- バイパス比: 0.78:1
- 空気流量: 124.7キログラム (275 lb)/s
- タービン入口温度: 1750 K（1477°C（2691°F））
- 推力重量比: 7.5～8:1[33][34]、9.5（WS-10G）[24]
- オーバーホール間隔／運用寿命: 1,500時間／3,000時間[35]